# 파파야 우유

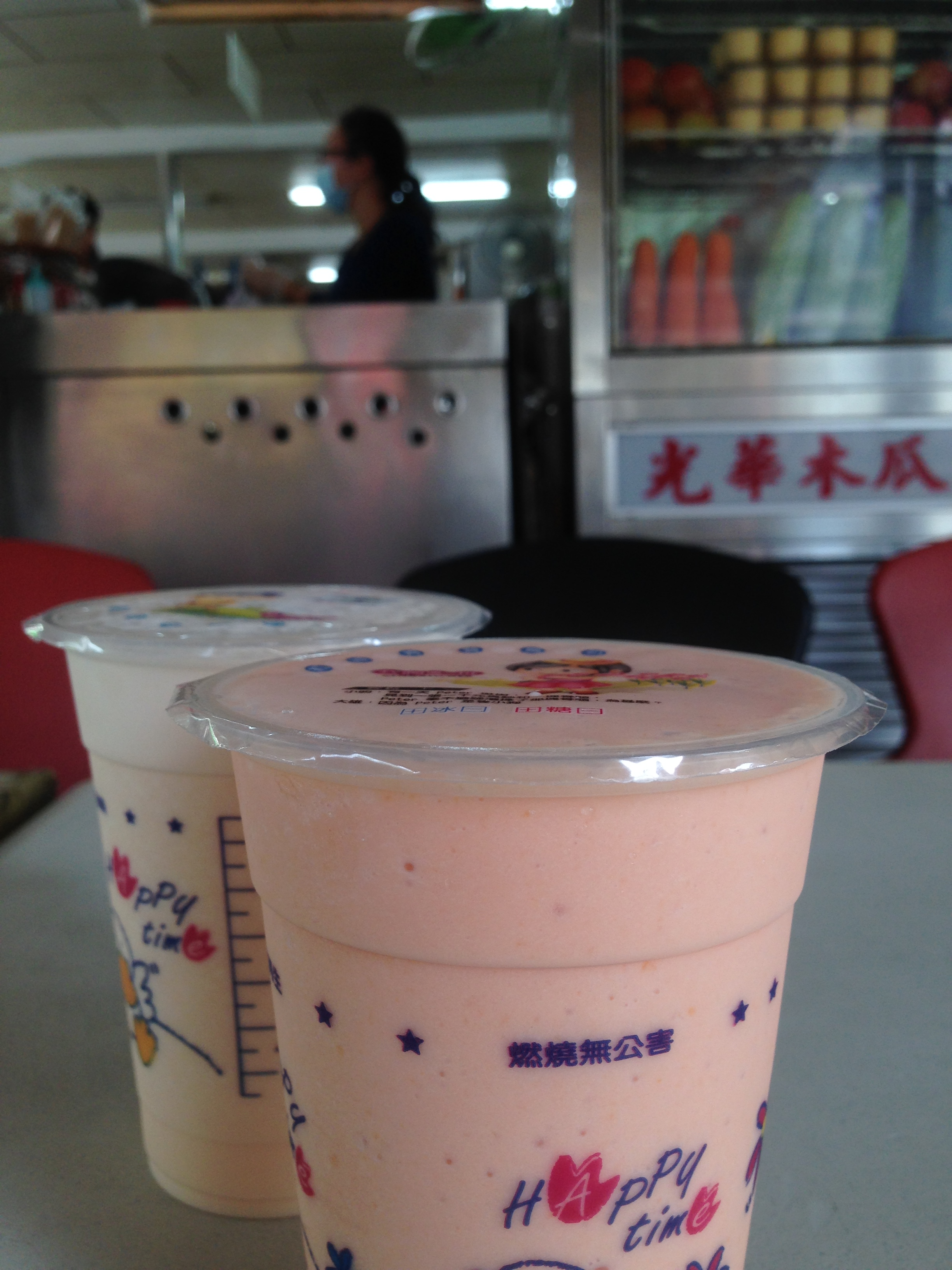
파파야 우유

파파야 우유(중국어: 木瓜牛乳)는 타이완에서 인기 있는 주스 (우유)의 종류 중 하나이다. 기본적으로 파파야와 우유를 섞어 만든다.